# Protupapa
Protupapa je osoba koja tvrdi da je papa kao suparnik već postojećem papi i koji u tome ima relevantnog uspjeha (od 14. stoljeća često uz podršku određenog broja kardinala), ali nije ga legalno izabrala Katolička Crkva. Od početka Crkve bilo ih je mnogo (obično se navodi popis od njih 37), a na prelasku iz 14. u 15. stoljeće došlo je do zapadnog raskola koji je završio 1418. izborom pape Martina V.
Prvi poznati protupapa bio je Hipolit Rimski kojeg su nasuprot papi Kalistu I. izabrali rimski nezadovoljnici u 3. stoljeću. Život je završio pomiren s Katoličkom Crkvom, u izgnanstvu, u rudnicima Sardinije, za vrijeme rimskih progona kršćana. Zajedno s njime život je okončao i Kalistov nasljednik, papa Poncijan.
Krajem 14. i početkom 15. stoljeća pojavio se čitav niz suprotstavljenih papa, od kojih su onda slijedile različite nasljedne linije. Jednu je od njih Katolička Crkva priznavala službenom, dok su ostale mogle izabirati samo protupape. Znalo se dogoditi da istovremeno budu dvojica ili trojica papa, od kojih je svaki tvrdio da je pravi papa, te izopćavao ostale.
U tom su se razdoblju razvile dvije linije papa i protupapa: rimska i avignonska, prema gradovima u kojima su oni stolovali. Njihov utjecaj uglavnom je ovisio o moći svjetovnih vladara koji su ih podržavali. Kasnije je pridodana i pizanska linija protupapa.
Takvo okruženje dovelo je do gubitka autoriteta institucije pape i protupapinskog raspoloženja, što je u konačnici bio i jedan od razloga za pojavu protestantizma, odnosno reformacije u 16. stoljeću.
Danas postoji nekoliko osoba koje se smatraju papama negirajući taj naslov općeprihvaćenome papi. Uglavnom se radi o raskolnicima od Katoličke Crkve. Međutim, oni se ne smatraju protupapama jer imaju beznačajan broj pristaša, od nekoliko do nekoliko stotina. Sukladno tome, nakon 1499. više nije bilo protupapa.

## Vezani članci
- Avignonsko papinstvo
- Koncil u Pisi